# 苏武
苏武（前140年—前60年），字子卿，杜陵（今陕西西安东南）人。西漢郎中、栘中廄監、中郎将、典属国、右曹典属国。

## 生平

### 早年
苏武生于前140年。蘇武年輕時憑著父蘇建的庇蔭，與兄蘇嘉、弟蘇賢皆為郎中，後升為栘中廄監。

### 出使匈奴
汉武帝時期漢朝不斷討伐匈奴，雙方多次派使節互相偵察。匈奴扣留了漢使郭吉、路充國等前後十余批人，漢朝也扣留匈奴使節以相抵。
天漢元年（前100年），且鞮侯单于即位，害怕受漢朝攻擊，於是說：「漢朝天子是我的長輩。」送還了之前扣押的漢使路充國等。武帝為了表示贊許，派遣蘇武以中郎將的身份，持節護送扣留在漢的匈奴使者回國，並贈送单于禮物，以答謝单于。蘇武同副中郎將張勝及臨時委派的使臣常惠等，并臨時招募士卒、斥候百餘人一同前往。到了匈奴，贈送財物給单于。但单于越发瞧不起汉朝，与汉武帝当初的意愿相违。
单于正派使者護送蘇武等回汉朝时，適逢緱王與虞常等在匈奴謀反，暗中策劃劫持单于的母閼氏投奔漢朝。正好蘇武等至匈奴。虞常在漢朝的時候，與張勝有交情，私下拜訪張勝，說：「聽說漢朝皇帝很恨衛律，我能替漢朝用暗箭射殺他。我的母親和弟弟都在漢，希望他們能得到漢朝的賞賜。」張勝答應了他，並送給虞常許多財物。
一個多月後，单于出外打獵，只有閼氏和单于子弟在。虞常等七十余人起事前，一人趁夜逃跑，揭發了他們的計畫。单于子弟與他們交戰，緱王等戰死；虞常被活捉。单于派衛律審理此案。張勝聽到消息，擔心和虞常所說的話被揭發，便把事情告訴了蘇武。蘇武說：「事情已經發生了，一定會牽連到我。如果我受到了侵害，就更加對不起國家了。」於是想自殺。張勝、常惠制止了他。虞常果然供出張勝。单于大怒，召集貴族商議，想殺漢使。左伊秩訾說：「如果有人謀害單于，那要怎麼加刑？應該全部招降。」单于派衛律召喚蘇武來受審訊。蘇武對常惠說：「要是丧失了气节，辜负了使命，即使活著，还有什么脸回汉朝！」說著拔刀自刺，衛律大驚，抱住蘇武，派人騎快馬找醫生。醫生在地挖一個坑，在坑中點火，把蘇武放在坑上，敲他的背讓淤血流出。蘇武本已斷氣，過了半天才有氣息。常惠等人哭泣，用車把蘇武載回營帳。单于欽佩蘇武的節操，早晚派人探望詢問，同时把張勝監禁起來。
蘇武的傷勢逐漸好轉。单于不仅派使者勸降蘇武，还同時審判虞常，想借此迫降蘇武。衛律親手用劍斬殺虞常後，說：「漢使張勝謀殺单于親近的大臣，應當是死罪，但是单于招募願意投降的人，赦免其罪。」舉劍要砍張勝，張勝屈服了。衛律又對蘇武說：「副官有罪，主管也應當連坐。」蘇武反驳道：「我本來就沒參與計劃，又不是他的親屬，憑什麼連坐？」衛律又舉劍對著蘇武，蘇武不動。衛律說：「蘇君，我之前背棄漢朝歸順匈奴，有幸受到了單于的恩寵，賜予了爵位和財富，管理數萬民眾，牛馬牲口堆滿山，才有像今天這樣富貴。蘇君今日投降，明日也會跟我一樣。否則就只能暴尸草原化成草的肥料，从此无人知晓！」蘇武毫無反應。衛律說：「你要是照我意思投降了，我就能和你做兄弟。今天不聽我的建議，以後就算想再見我也沒這麼容易了。」蘇武大骂：「你本是汉朝臣子，无恩无义，背叛皇上和父母，投降蠻夷去做俘虜，我見你做什麼？退一步讲，单于信任你，讓你決定他人生死，你不秉公办事，反而想挑拨汉朝与匈奴争斗，自己坐觀成敗。南越國曾經殺漢朝使者，被汉朝灭国并设置了九个郡；宛王曾經殺漢使者，最後被漢朝消滅，他的人頭也被懸在北門示眾；朝鮮殺漢使者，立即就被滅國了。只有匈奴還沒遭到這樣的下場罷了。你明知我不降，就是要殺我，令兩國開戰，我一死，匈奴的日子也就不长了。」
衛律软硬兼施无效，意识到蘇武不会屈从，只得報告单于。然而单于越發想使苏武投降，就把苏武囚禁在大地窖內，不給他吃喝。天下雪，蘇武躺在地上，以雪同氈毛一起吞下为食，幾日不死。匈奴以為他是神人，就將蘇武流放至北海（今俄羅斯西伯利亞貝加爾湖），讓他放牧公羊，說等公羊生小羊才可回汉朝。他的部下常惠等人则被安置到別的地方。

### 牧羊北海

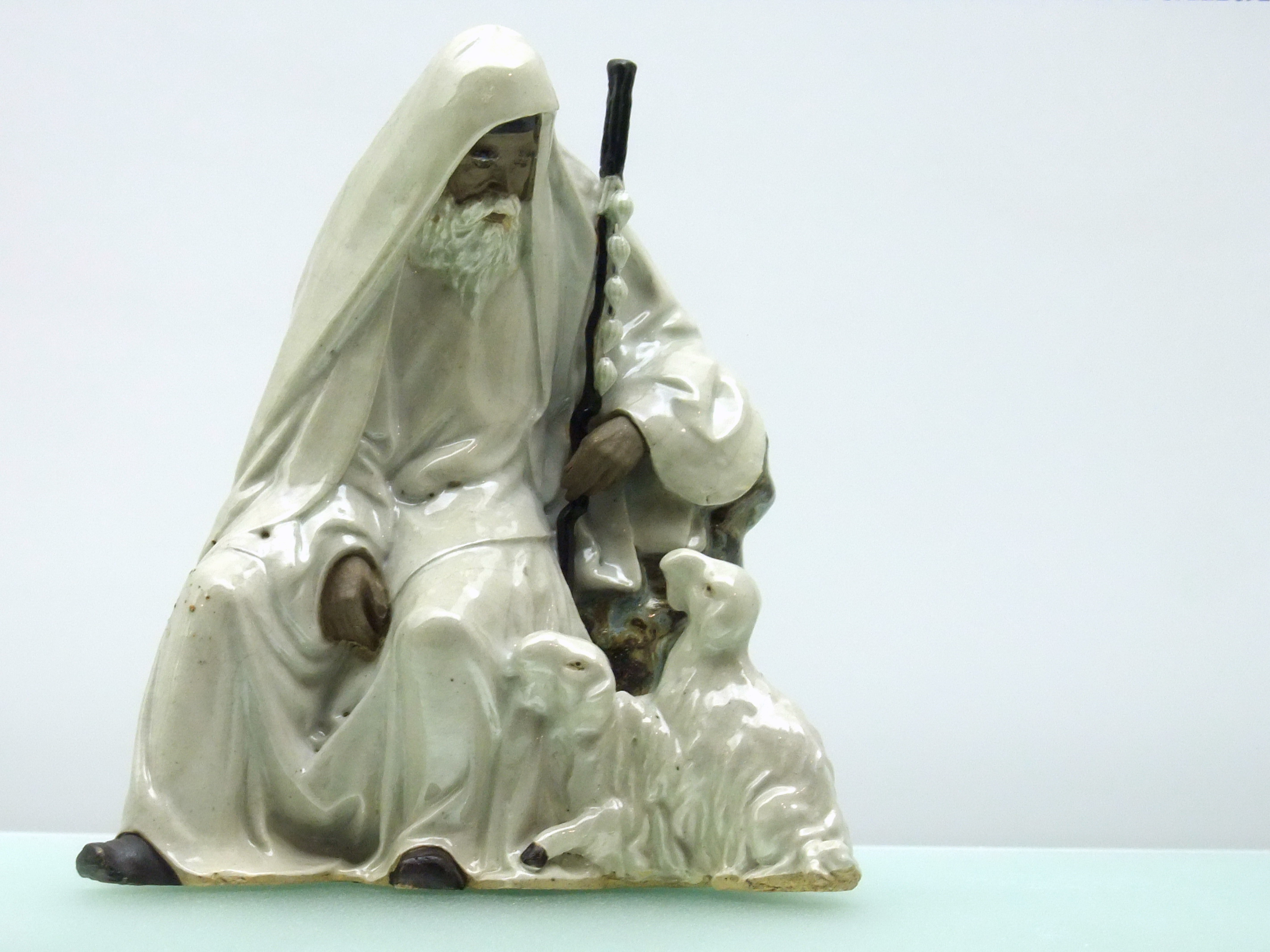
蘇武牧羊塑像，香港藝術館展品

清任颐绘《苏武牧羊图》

蘇武到了北海，沒有供應糧食，只能掘野鼠所儲藏的果實吃。蘇武拄著漢節牧羊，起居都拿著，以致節上毛全部脫落。過了五、六年，单于的弟弟于靬王到北海打獵。蘇武會編打獵的網，矯正弓弩，于靬王器重他，供給他衣服、食物。三年多過後，于靬王大病，賜蘇武馬匹、牲畜、衣服、穹庐。于靬王死後，他的部下也都遷離。冬天，丁靈人盜走了蘇武的羊馬，蘇武再度陷入困境。
蘇武在漢朝時，與李陵都擔任侍中。武帝天漢二年（前99年），李陵投降匈奴，不敢訪求蘇武。後单于派李陵去北海，為蘇武設酒宴和歌舞。李陵對蘇武說：「单于聽說我和你交情深厚，所以讓我來勸說你，他真心想让你成為匈奴的臣子。你到死也不能歸漢，白白在沒有人的地方讓自己受苦，即使堅守信義又有誰能看見呢？先前長君（蘇嘉的字）做奉車都尉，隨從圣駕至雍的棫陽宮，皇帝扶輦下除，撞到柱子折斷車轅，被指控為大不敬，伏劍自刎，皇帝賜錢二百萬作為喪葬費。孺卿（蘇賢的字）隨從聖駕祠河東后土，宦騎與黃門駙馬爭船，把駙馬推到河里淹死了。宦騎逃亡，皇帝下詔讓孺卿追捕，沒抓到，孺卿惶恐服毒自殺。我來的時候，你的母親已不幸去世，我送葬至陽陵。你的妻子年少，聽說已經改嫁了。只有兩個妹妹，兩個女兒一個兒子，从你離家至今已經十幾年了，是不是還活著也不知道。人生如朝露一般短，為什麽要讓自己受這麼久的苦呢！我剛投降的時候，也痛苦的像發瘋一樣，恨自己背叛了漢朝，加上老母被收留在保宮。你不想投降的心情，難道比得過我當初？況且陛下年齡大了，法令时有反复，大臣們沒有犯罪就被滅族的有數十家，連自身都难保，你還顧得上別人么？請聽從我的建議，不要再說別的了。」蘇武說：「我們蘇家父子沒有什麼功勞，都是因為陛下才能位列將帥，獲爵封侯，兄弟能做近臣是皇上的恩情，我哪怕肝脑涂地都愿意报答。現在能夠殺身報恩，即使是上刀山下油鍋，也覺得快樂。臣子事奉君主，就如同兒子事奉父親。兒子為父親而死沒有什麽遺憾的。希望你不要再說了。」李陵與蘇武共飲了幾天，又說：「你就聽從我的話吧！」蘇武說：「我早就已經死了！你若是非要讓我投降，这宴席就赶快停了，我直接死在你面前！」李陵見蘇武如此真誠，喟然長歎道：「真是義士啊！我和卫律犯下了通天大罪！」他边说边流泪，泪水湿了衣襟，然后告别了苏武。即使如此，李陵仍让他在匈奴的妻子送了苏武几十头牛羊。
後李陵又到北海，對蘇武說：「在區脫捉到雲中的活口，說太守以下的吏民都穿著白衣，說皇帝駕崩了。」蘇武聽了面朝南大哭直到吐血，每天早晚哭弔數月之久。

### 歸漢
武帝後元二年（前87年），昭帝即位。幾年後，匈奴和漢朝達成和議。漢朝尋求蘇武等，匈奴謊稱蘇武已死。後漢使又到匈奴，常惠請求看守他的人員同他前往，夜晚見了漢使，原本地述說了這幾年在匈奴的情況，并告訴漢使要對单于說，漢天子在上林苑中射獵，射得一隻大雁，腳上繫著帛書，上說蘇武等人在北海，如此便可套出苏武所在。漢使萬分高興，照常惠所說的話去責問单于。单于看身邊的人非常驚訝，向漢使道歉說：「苏武等人其实还在。」 於是李陵設酒筵向蘇武祝賀：「今天您回汉朝，不仅在匈奴扬名，而且汉室也认可您的功勋，古代竹帛写的、笔墨画的，哪有超过您的！我李陵虽然愚笨又胆怯，却日日夜夜都希望汉朝能赦免我的罪过，保全我母亲，让我有机会立功赎罪。可汉朝如今族灭我全家，施以最严酷的刑罚，那我还回去干什么？算了！就只是让你知道我什么想法而已。以后天涯海角，再也见不到了！」说罢涕泪纵横，与苏武诀别。单于召集蘇武的屬下，除了已經投降和死亡的，隨蘇武歸國者有九人。
昭帝始元六年（前81年）春，蘇武回到長安。昭帝下令蘇武帶一份祭品拜謁武帝園廟。此后，苏武官拜典屬國，俸祿中二千石；賜錢二百萬，官田二頃，住宅一處。随苏武回汉的常惠、徐聖、趙終根都官拜中郎，賜絲綢各二百匹。其餘六人因年老而返鄉，各賜錢十萬，終身免徭役。

### 上官謀反
左將軍上官桀、驃騎將軍上官安父子與大司馬大將軍霍光爭權，屢次記下霍光的過失交給燕王劉旦，使劉旦上書昭帝，狀告霍光專權放肆。其中一篇奏章指出：
|  | 蘇武出使匈奴二十年不肯降。但回到漢朝後，只為典屬國；而霍光屬下長史楊敞並無功勞，卻被升為搜粟都尉。（由此可知）霍光專權放肆。 |

昭帝始元七年（前80年），上官父子與御史大夫桑弘羊、燕王劉旦、鄂邑公主謀反，蘇武之子蘇元因參與陰謀，與劉旦等人同被處死。此後，朝廷大臣追查同謀者。由於蘇武與上官桀、桑弘羊有舊情，燕王劉旦因蘇武功高而官小數次上書，加上其子蘇元參與謀反，廷尉上書請求逮捕蘇武。霍光把奏章擱置不看，只將蘇武免官。

### 宣帝時期
昭帝元平元年（前74年），宣帝即位。宣帝賜爵蘇武關內侯，食邑三百戶。後衛將軍張安世推薦蘇武，理由是通悉典章制度、出使持節不降。於是宣帝召蘇武在宦者署聽候宣召，多次進見。又让他担任右曹典屬國。因蘇武是德高望重的老臣，只令他每月的初一和十五日入朝，尊稱為「祭酒」。
蘇武把所得賞賜，全部施送給弟弟和過去的鄰里朋友，家中不留一點財物。恭哀皇后父平恩侯許廣漢、宣帝舅平昌侯王無故和樂昌侯王武、車騎將軍韓增、丞相魏相、御史大夫丙吉，都很敬重蘇武。
此時蘇武年事已高，儿子又因已被处死，故宣帝問左右：「苏武在匈奴这么久，有孩子吗？」后来蘇武透過平恩侯許廣漢告诉宣帝：「之前在匈奴与一匈奴女子生下儿子，名叫通國，希望能派使者用金帛赎回来。」宣帝答应了。後蘇通國隨漢使回漢朝，宣帝任命其為郎。又讓蘇賢之子做了右曹。
蘇武于宣帝神爵二年（前60年）去世。身后，他被列为麒麟阁十一功臣之一，名次依官位排在最后。

## 家庭
|  |  |  |  |      |      |      |      |      |      |  |  | 蘇建 |      |      |      |      |      |  |  |        |        |        |        |        |        |  |  |  |  |  |  |  |  |  |  |  |  |  |  |  |  |  |  |  |  |  |  |  |  |  |  |
|  |  |  |  |      |      |      |      |      |      |  |  |      |      |      |      |      |      |  |  |        |        |        |        |        |        |  |  |  |  |  |  |  |  |  |  |  |  |  |  |  |  |  |  |  |  |  |  |  |  |  |  |
|  |  |  |  |      |      |      |      |      |      |  |  |      |      |      |      |      |      |  |  |        |        |        |        |        |        |  |  |  |  |  |  |  |  |  |  |  |  |  |  |  |  |  |  |  |  |  |  |  |  |  |  |
|  |  |  |  | 蘇嘉 | 蘇嘉 | 蘇嘉 | 蘇嘉 | 蘇嘉 | 蘇嘉 |  |  | 蘇武 | 蘇武 | 蘇武 | 蘇武 | 蘇武 | 蘇武 |  |  | 蘇賢   | 蘇賢   | 蘇賢   | 蘇賢   | 蘇賢   | 蘇賢   |  |  |  |  |  |  |  |  |  |  |  |  |  |  |  |  |  |  |  |  |  |  |  |  |  |  |
|  |  |  |  | 蘇嘉 | 蘇嘉 | 蘇嘉 | 蘇嘉 | 蘇嘉 | 蘇嘉 |  |  | 蘇武 | 蘇武 | 蘇武 | 蘇武 | 蘇武 | 蘇武 |  |  | 蘇賢   | 蘇賢   | 蘇賢   | 蘇賢   | 蘇賢   | 蘇賢   |  |  |  |  |  |  |  |  |  |  |  |  |  |  |  |  |  |  |  |  |  |  |  |  |  |  |
|  |  |  |  |      |      |      |      |      |      |  |  |      |      |      |      |      |      |  |  |        |        |        |        |        |        |  |  |  |  |  |  |  |  |  |  |  |  |  |  |  |  |  |  |  |  |  |  |  |  |  |  |
|  |  |  |  |      |      |      |      |      |      |  |  | 蘇元 | 蘇元 | 蘇元 | 蘇元 | 蘇元 | 蘇元 |  |  | 蘇通國 | 蘇通國 | 蘇通國 | 蘇通國 | 蘇通國 | 蘇通國 |  |  |  |  |  |  |  |  |  |  |  |  |  |  |  |  |  |  |  |  |  |  |  |  |  |  |

## 个人生活
苏武在出使匈奴之前曾与妻子互勉立誓，因苏武此行可能不会如期返回，愿二人的感情不被辜负，有诗《留别妻》为证。
《留别妻》
结发为夫妻，恩爱两不疑。
欢娱在今夕，嬿婉及良时。
征夫怀远路，起视夜何其？
参辰皆已没，去去从此辞。
行役在战场，相见未有期。
握手一长叹，泪为生别滋。
努力爱春华，莫忘欢乐时。
生当复来归，死当长相思。

## 資料來源
- 汉书·卷054